# 天主教加拉戈阿教區
天主教加拉戈阿教區（拉丁語：Dioecesis Garagoënsis）是哥倫比亞一個羅馬天主教教區，屬通哈總教區。
教區成立於1977年4月26日，位於博亞卡省南部。2006年有教友159,300人（佔轄區總人口98.6%）、卅一個堂區、五十五名司鐸。現任教區主教為若瑟·味噌爵·韋爾塔斯·巴加斯。